# レダと白鳥 (レオナルド)
『レダと白鳥』（レダとはくちょう、伊: Leda col cigno、英: Leda and the Swan）は、イタリアのルネサンス期の巨匠レオナルド・ダ・ヴィンチが制作した絵画である。1692年以降に失われたと考えられているが、レオナルド・ダ・ヴィンチ自身による準備素描と複数の複製から現在でも絵画のおおよその姿がわかっている。主題はギリシア神話のスパルタの王テュンダレオスの妃レダに対するゼウス（ローマ神話のユピテル）の恋の物語から取られている。神話によるとレダは白鳥に変身したゼウスによって誘惑され、同じ夜にテュンダレオスと同衾した結果、ゼウスの子供としてヘレネとポリュデウケスが、テュンダレオスの子供としてクリュタイムネストラとカストルが生まれた。現在伝わっている複製は（ジャンピエトリーノの作例を除いて）2つの異なる瞬間、レダと白鳥の出会い、そして卵が孵化した後の4人の子供の誕生の瞬間を描いている。

## 概要

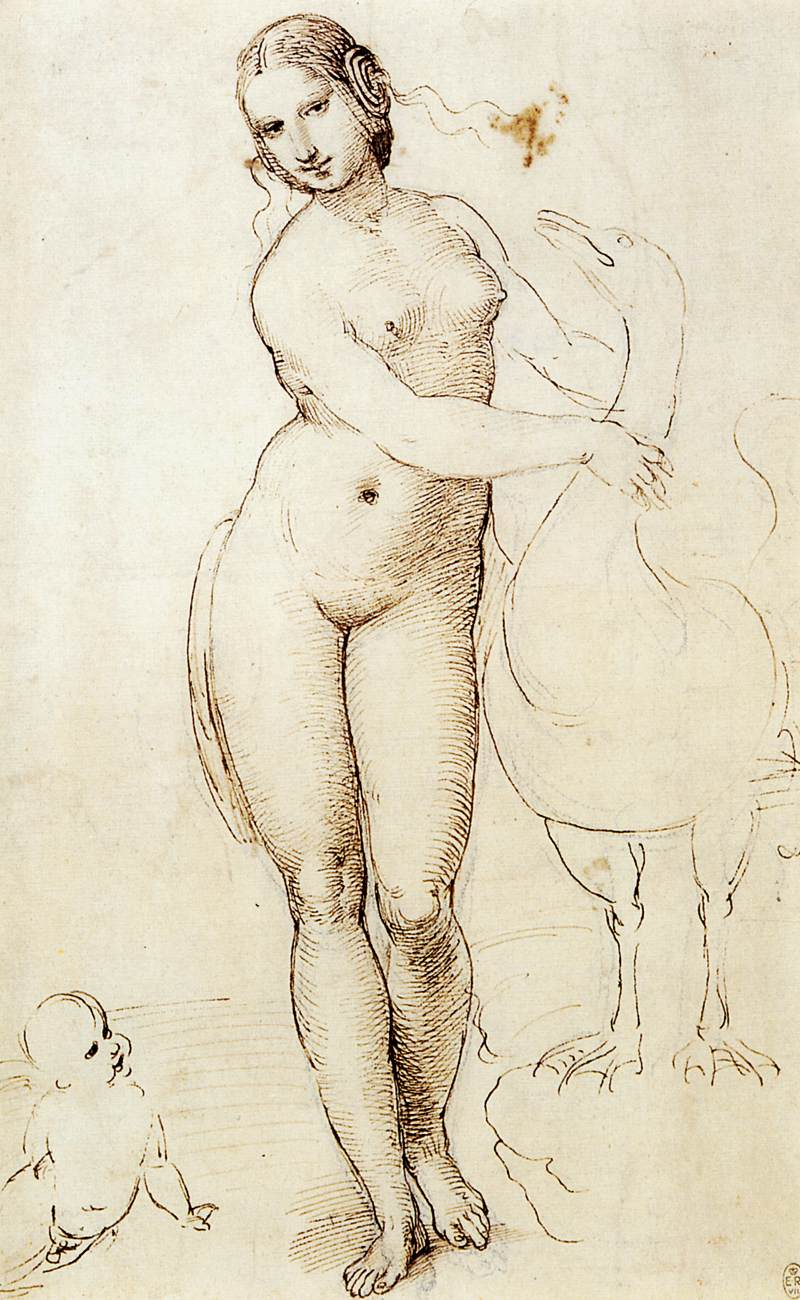
ラファエロによる模写。

レオナルド・ダ・ヴィンチは2つの異なる『レダと白鳥』を構想したことが知られている。1つはレダがひざまずいたタイプであり、もう1つは立像タイプの2つである。絵画の発注者は不明である。作品に関する記録文書、契約書、レオナルド・ダ・ヴィンチへの支払いの記録は現在まで発見されていない。おそらくこれは芸術家本人による個人的な作品と見なすべきである。美術史家ダニエル・アラス（Daniel Arasse）は主題の独創性について「ローマのサン・ピエトロ大聖堂のブロンズの扉にあるアントニオ・フィラレーテのわずかなレリーフ彫刻を除けば、レオナルド・ダ・ヴィンチはレダと白鳥を重要な構図の中心人物として選択した最初の人物であった」と明確に述べている。まずレオナルド・ダ・ヴィンチは1503年から1504年頃に、レダがひざまずいた姿勢をした『レダと白鳥』を構想した。それはちょうど彼が『アンギアーリの戦い』の制作に取り組んでいた時期にあたる。ウィンザー城の王立図書館には『アンギアーリの戦い』のためのものと思われるレオナルド・ダ・ヴィンチの馬のデッサンの隣に、非常に小さな卵らしきものとともにひざまずいた女性が描かれた紙片が所蔵されている。おそらく彼はひざまずいたレダの構想に基づく簡単な素描を制作しており、弟子のジャンピエトリーノはそれをもとに1508年から1513年の間に絵画を制作した。レオナルド・ダ・ヴィンチが最初の構想からやや遅れて、立像タイプのレダの原寸大のカルトンを制作したのは1年後の1505年頃である。そこには立った姿のレダに加えてゼウスが変身した白鳥と、2個の卵、4人の子供が描かれていた。これはカルトンを見て描いたと思われるラファエロ・サンツィオの素描がやはりウィンザー城に所蔵されているため確実と考えられている（ただしラファエロはレダ、白鳥、子供１人のみ描いている）。また芸術家本人は「ジャコモ・アルフェオ（Jacomo Alfeo）氏の妻はレダのモデルとして役立つかもしれない」と述べている。
レオナルド自身によって制作された『レダと白鳥』の完成作が存在した可能性はあり、実際にレオナルド・ダ・ヴィンチの死後に本人が制作したと思われる『レダと白鳥』についての言及がいくつか見られる。しかしレオナルド派の多くの複製では背景などいくつかの点において不一致が見られるため、完成作までは制作せず、カルトンのみに留まったのではないかという見解もある。レオナルド・ダ・ヴィンチの3つの基本的な伝記でレダについて言及しているはアノニモ・ガディアーノだけであり、ジョルジョ・ヴァザーリはこの点について言及していない。レダの言及はサライの死後の財産の目録にあり、リストされた絵画の中で（たとえば『モナ・リザ』を越える）最大の価値がつけられている。16世紀の画家兼理論家ジョバンニ・パオロ・ロマッツォは、本作品を「白鳥を抱きしめる裸のレダ、彼女の目は臆病に下がった」と説明している。ニコラ・プッサンの友人であり後援者であるカッシアーノ・ダル・ポッツォはフランスの枢機卿フランチェスコ・バルベリーニの外交使節の一員であった1625年に、フォンテーヌブロー宮殿で絵画を見る機会があった。彼は貴重な証言を残している。「立っているレダは、ほとんど裸で白鳥と2つの卵をともなっており、その卵の殻から4人の子供（カストルとクリュタイムネストラ、ポルデウケスとヘレネ）が孵化したように見える。この作品は非常に完成されているが、特に女性の古色は非常に乾燥しており、風景と残りの部分は非常に勤勉に（細心の注意を払って）制作されている。3枚の長い板がバラバラになっていて、塗装の一部が剥がれているため、状態が悪い」。この絵画は1625年のカッシアーノ・ダル・ポッツォの説明に最後に登場する。レオナルド・ダ・ヴィンチの完成された作品があったとすれば、フォンテーヌブロー宮殿で記録された作品が該当すると考えられている。いずれにせよ、フォンテーヌブロー宮殿には1540年、1625年、1642年、1692年に立像の『レダと白鳥』が所蔵されていたことが記録されており、1694年に記録されたのを最後に1775年以前に失われている。
原寸大カルトンはレオナルド・ダ・ヴィンチの死後、『アトランティコ手稿』などとともにフランチェスコ・メルツィに相続されたらしく、彫刻家ポンペオ・レオーニの手を経てアルコナーティ家のコレクションに入った。その後、1721年にカゼネディ家に移ったが、1730年のカゼネディ家の記録を最後に所在が分からなくなり、失われたと考えられている。

## ひざまずくレダ

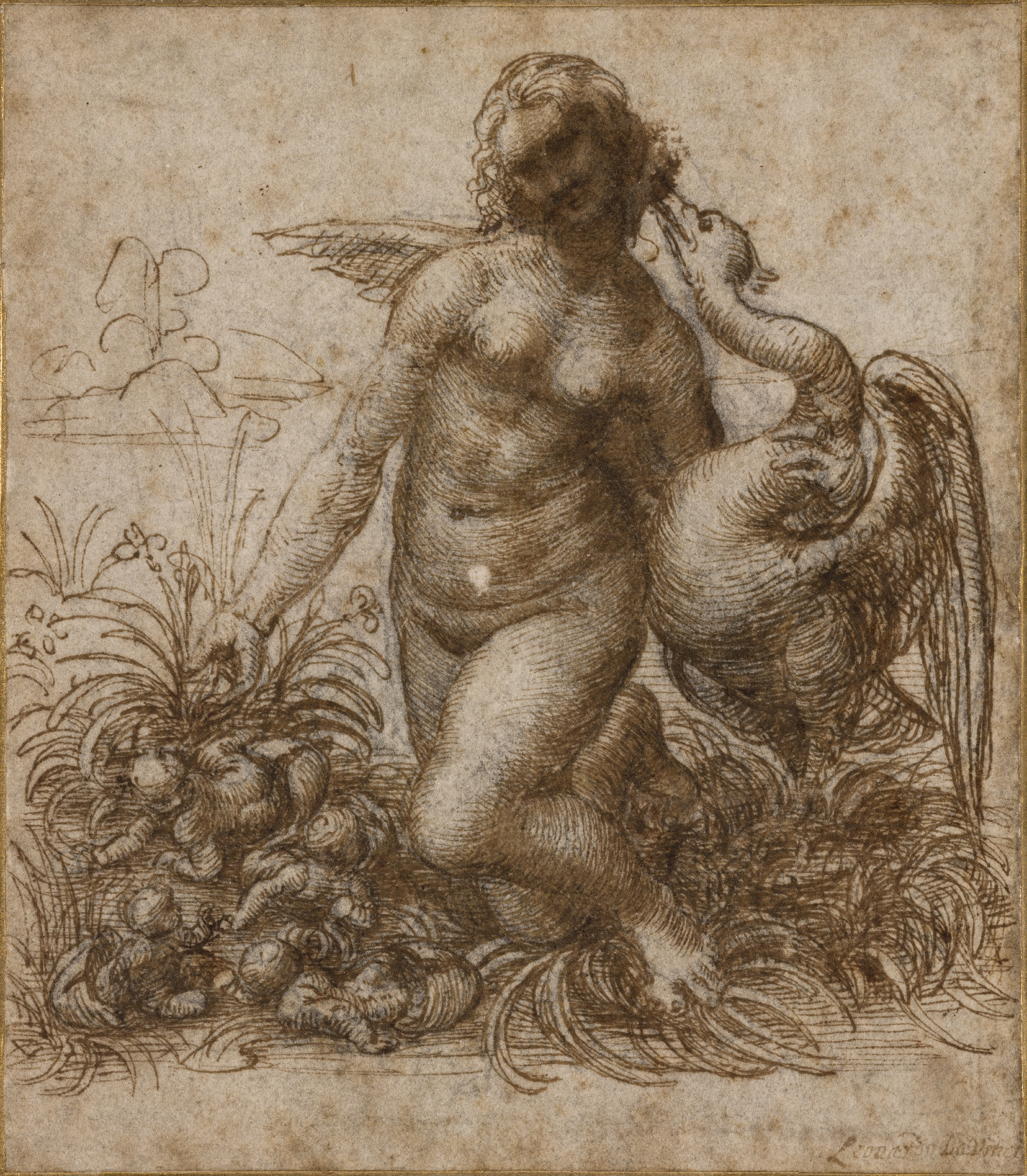
チャッチワースのレダ。

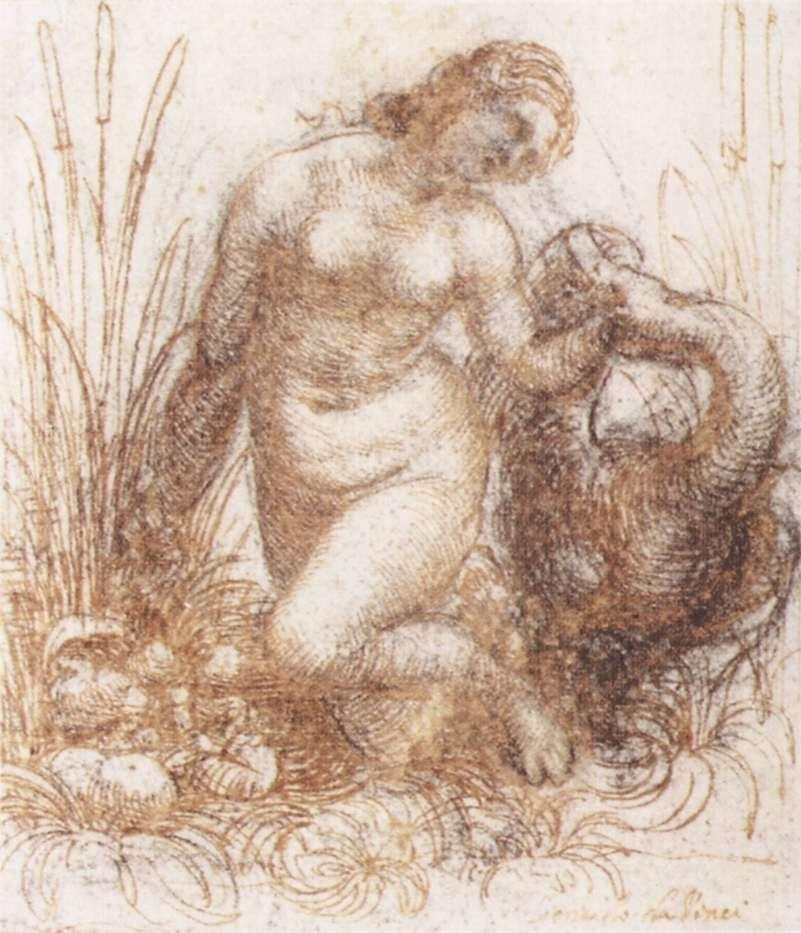
ボイマンスのレダ。

1503年にレオナルド・ダ・ヴィンチに依頼された『アンギアーリの戦い』の素描の横に「ひざまずくレダ」の最初のスケッチが現れる。この最初のバージョンは「立っているレダ」のバージョンに先行すると結論づけられている。「ひざまずくレダ」は「白鳥の翼の下に横たわっているレダ」というオウィディウスの『変身物語』の説明に対応しているようである（レオナルド・ダ・ヴィンチは自身の図書館に『変身物語』を持っていた）。

### ひざまずくレダの習作（チャッツワース版）
1504年頃。紙に黒チョーク、ペン・ブラウンインク、筆・ブラウンウォッシュで描かれている。デヴォンシャー公爵のコレクションとしてチャッツワース・ハウスに所蔵されている。レオナルド・ダ・ヴィンチによるこの習作はロッテルダムのボイマンス・ヴァン・ベーニンゲン美術館に所蔵されている素描による習作と似ている。フランソワ・ヴィアート（Françoise Viatte）は「レオナルド・ダ・ヴィンチが使用した腐食性の茶色のインクは構図の暗い影をいくらか損なわせた」と述べている。 選択したポーズは芸術家のアドバイスに対応していると思われる。「もし何らかの理由で後ろ向きまたは横向きになっている人を表現したい場合は、あなたは彼女の足とすべての手足を彼女が頭を回している方向に動かしてはいけないが（･･･）関節に応じてその動きを分解しなさい」。

### ひざまずくレダの習作（ボイマンス版）
制作年は1504年頃。紙にペン、ブラウンインク、黒チョークで描かれている。ボイマンス・ヴァン・ベーニンゲン美術館に所蔵されている。右下隅に17世紀から18世紀初頭のものと思われる「Lionardo da Vinci」の署名がある。肖像画家トーマス・ローレンス卿が所有したのち、オランダ国王ウィレム2世が入手した。王の死後の1850年8月12日に一度は売りに出されたが、娘のザクセン＝ヴァイマル＝アイゼナハ大公妃のソフィー・ファン・オラニエ＝ナッサウが相続し、以降は大公家が所有した。20世紀に入って大公家を離れたのち複数の所有者を経て1940年にロッテルダムのD・G・ファン・ベニンゲンが入手し、その翌年にボイマンス美術館財団に寄贈された。

### 馬の隣に描かれた素描

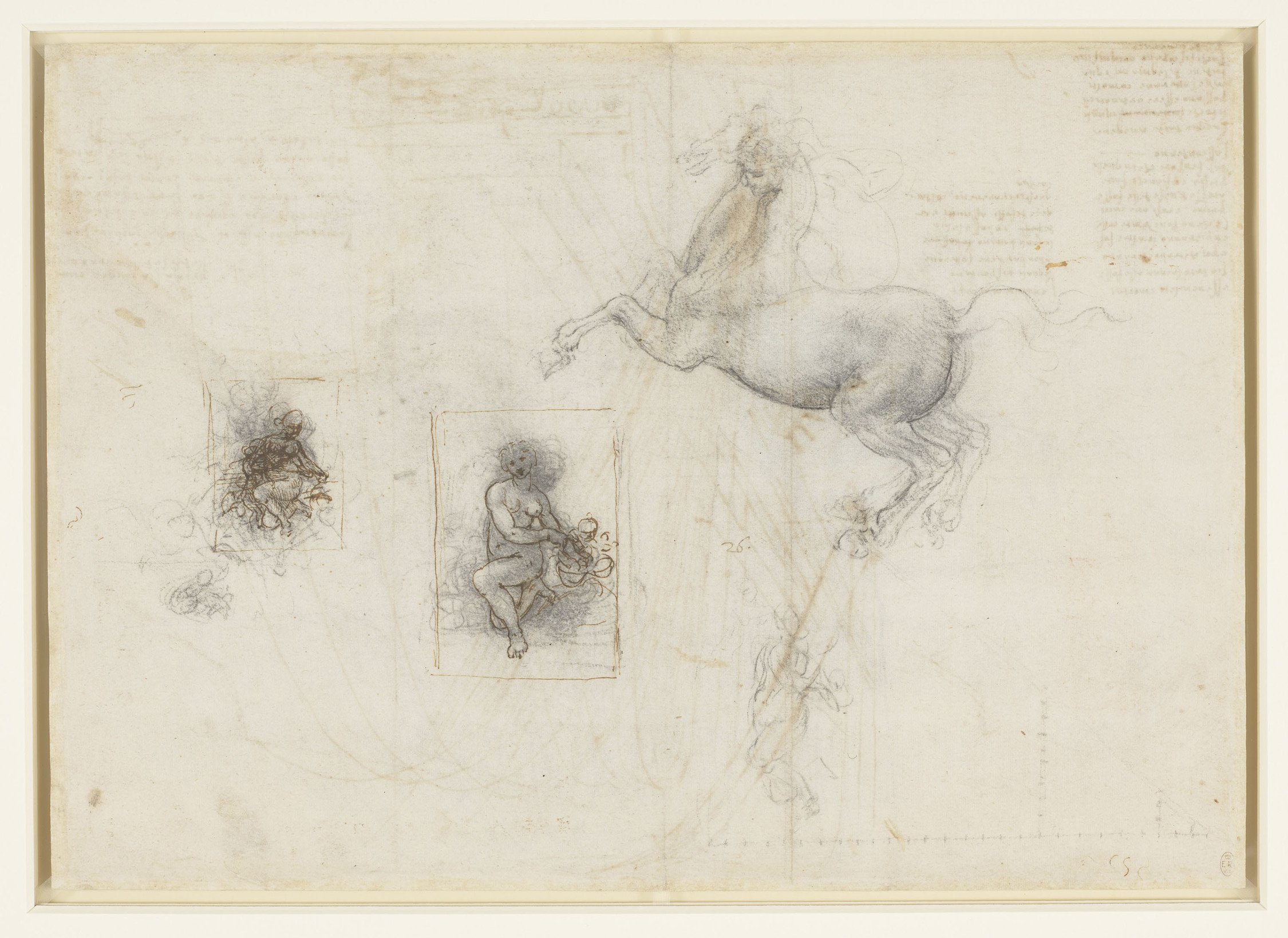
馬の隣に描かれた素描。

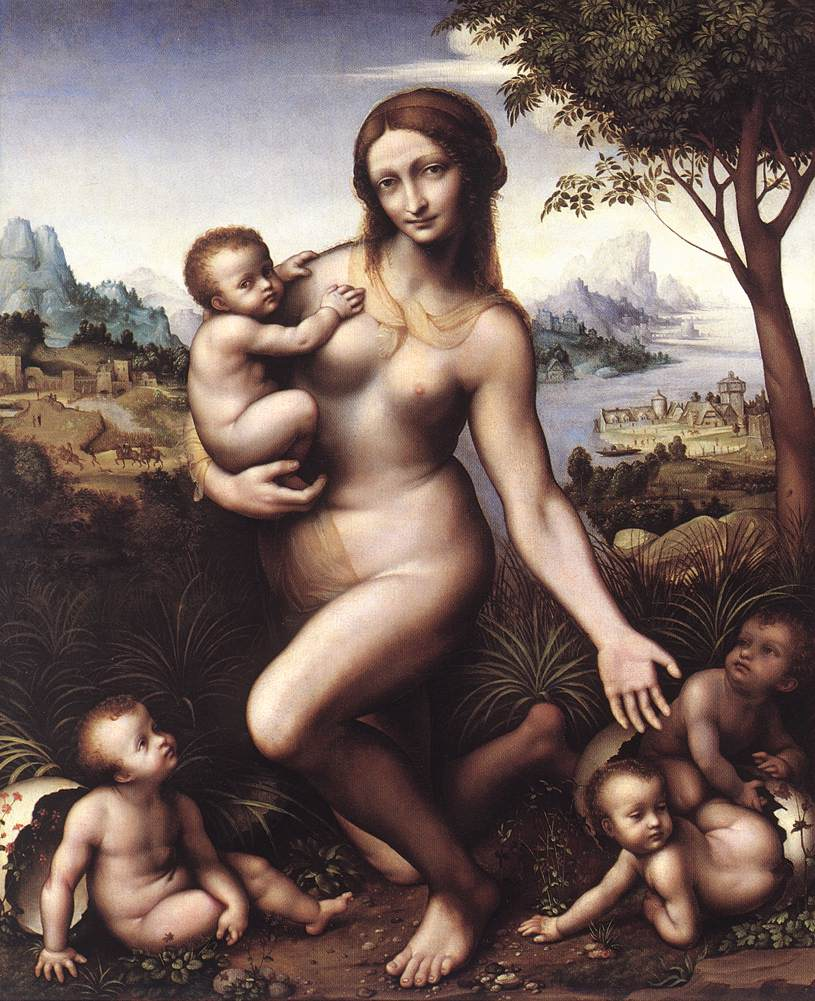
ジャンピエトリーノ版。

紙に黒チョーク、ペン・インクで描かれている。ロイヤル・コレクション（ウィンザー城の王立図書館）に所蔵されている。馬の素描の横に、2点のひざまずいた女性の素描が枠付きで描かれているが、サイズは非常に小さく、かなり初期の構想を示していると思われる。白鳥がいないためレダではない可能性はあるが、大きな素描では卵らしきものが描かれており、レダを表していると考えられる。このことはレオナルド・ダ・ヴィンチが最初にレダと子供たちのみで構想していたことを推測させる。実際に弟子のジャンピエトリーノの『レダと子供たち』では白鳥は描かれていない。なお、馬のデッサンは『アンギアーリの戦い』のためと思われ、レオナルド・ダ・ヴィンチが『アンギアーリの戦い』の発注を受けたのは1503年頃であることから、このスケッチも同じ頃のものと考えられている。

### ジャンピエトリーノ版
ジャンピエトリーノ版はカッセル市立美術館に所蔵されている。1749年にパリで発見されたのち、1756年にヘッセン＝カッセル方伯ウィルヘム8世によって取得された。このときすでに後代の塗り直しによって卵と子供が多い隠されていたため、レオナルド・ダ・ヴィンチの『カスタリア（慈愛）』と勘違いされていた。塗り直しの除去は1806年から1835年の間に行われた。

これはレオナルド・ダ・ヴィンチの白鳥を持たない「ひざまずくレダ」の最も優れた複製である。赤外線リフレクトグラフィーの科学的調査によってレダを表す主題の下に、おそらくレオナルド・ダ・ヴィンチのカルトンから派生した、師に非常に忠実な『聖アンナと聖母子』の構図が発見された。これはジャンピエトリーノが師に近いことを裏付けており（ジャンピエトリーノは弟子の1人として彼レオナルド・ダ・ヴィンチのノートに記載されている）、絵画がレオナルドが生きている間に作られたことを示唆している。制作時期についてツェルナー（Zöllner）は1508年から1513年の間を提案している。

## 立っているレダ

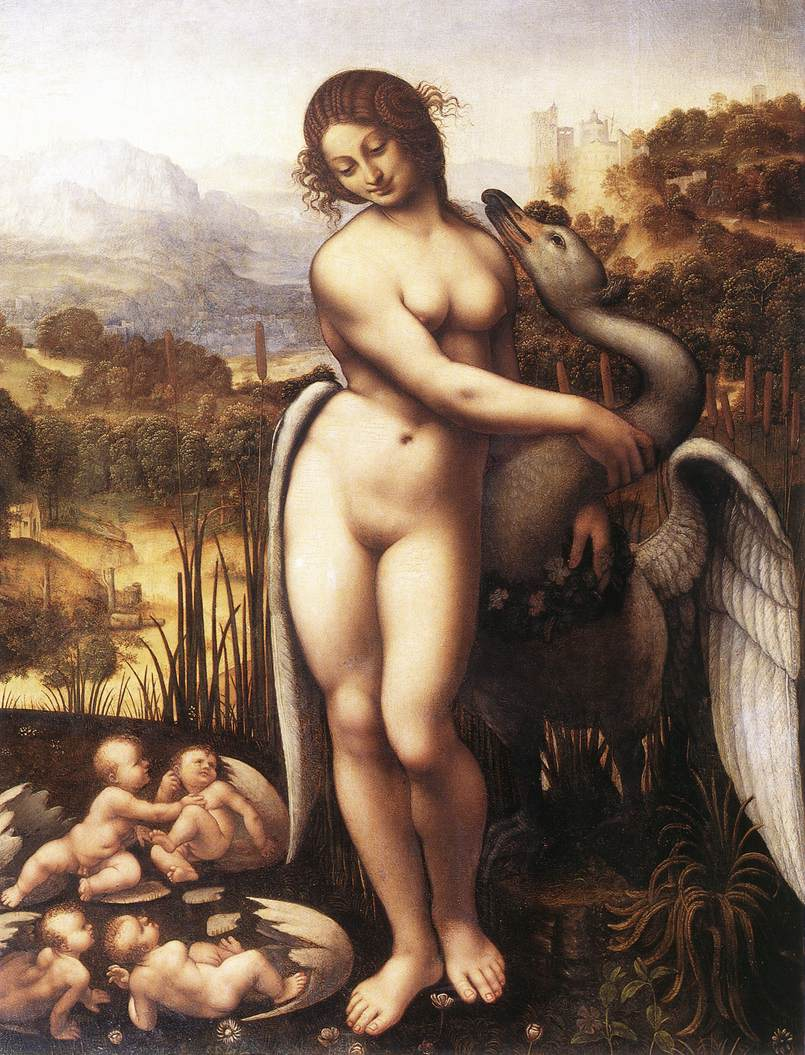
チェザーレ・ダ・セスト版『レダと白鳥』。

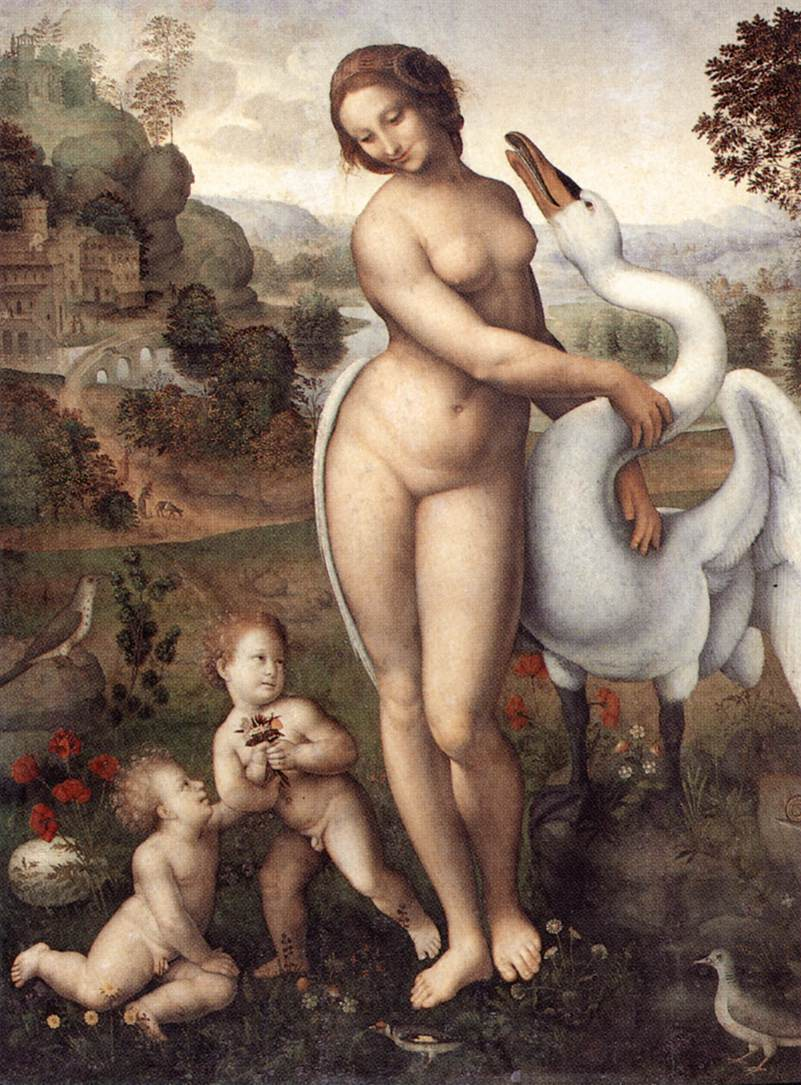
ボルゲーゼ美術館版『レダと白鳥』。

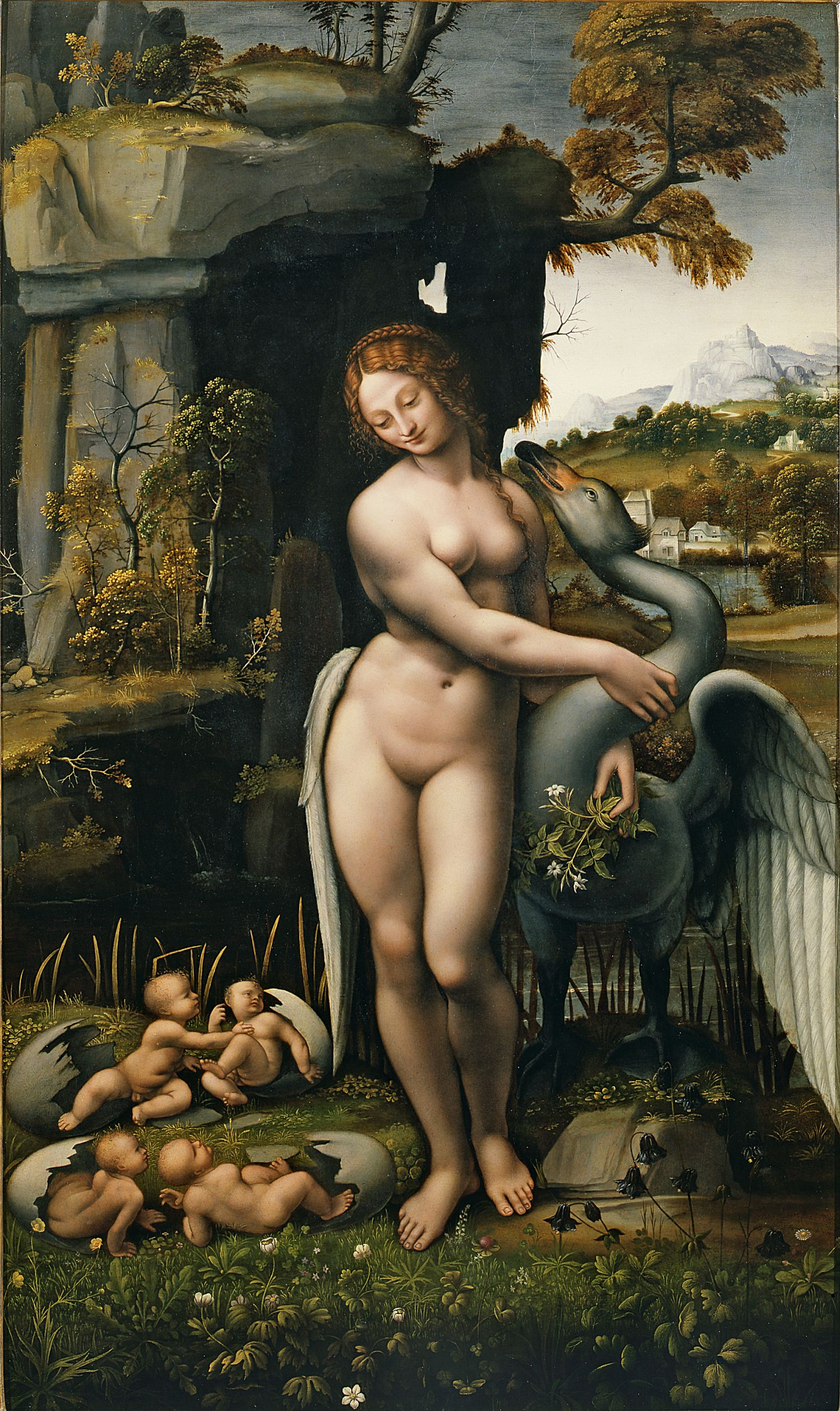
ウフィツィ美術館版『レダと白鳥』。

レダのポーズは鋭いコントラポスト（重心が片方の脚にかかっており、腰のラインが肩のラインと反対になっている）として見ることができるが、ミケランジェロがローマのサンタ・マリア・ソプラ・ミネルヴァ教会の『贖いの主イエス・キリスト』で普及させたマニエリスムの蛇行線の前兆としても見ることができる（身体は垂直軸に沿って巻き上がる）。おそらく、この革新はレオナルド・ダ・ヴィンチによって選択されたまさにそのテーマによるものである。レダのバランスの取れたポーズは白鳥（ゼウス）にとっては肉体的であり、子供たちにとっては母性的な、彼女の二重の魅力を反映している。

### チェザーレ・ダ・セスト版
この作品はソールズベリーのペンブルック伯爵のウィルトン・ハウス・トラストに所蔵されている。失われたレオナルド・ダ・ヴィンチの原作の模写として知られ、弟子のチェザーレ・ダ・セストによって制作されたことが確実視されている。このバージョンはおそらくアランデル卿のコレクションに由来している。一般的に師に最も忠実であると考えられ、特にレダの頭部はウィンザー城のロイヤル・コレクション（RL.12516r）に所蔵されているレダの頭部の習作と非常によく似ている。

### ボルゲーゼ美術館版
これはローマのボルゲーゼ美術館に所蔵されているバージョンである。最初の記録である1693年のボルゲーゼ家の財産目録ではレオナルド・ダ・ヴィンチに帰属されていた。19世紀以降は制作者としてソドマ、バッキアッカ、ジュリアーノ・ブジャルディーニ、フランチェスコ・メルツィらの名が挙げられているが、様式的な研究からは否定的な結果が出ている。科学的調査はもともと2つの卵と4人の子どもが描かれていたが、後代の加筆で現在の姿になったことを明らかにしている。

### ウフィツィ美術館版
これは『スピリドンのレダ』（Spiridon Leda）と呼ばれているもので、フィレンツェのウフィツィ美術館に所蔵されている。「並外れた品質と保存状態の良さ」で知られるこの作品は、ロジェール侯爵（marquis de la Rozière）のコレクションで初めて言及された。その後、ロブル男爵（Baron de Roublé）の手に渡り、ルドヴィコ・スピリドン（Ludovico Spiridon）によってパリからローマに移された。第二次世界大戦中にガロッティ・スピリドン公爵夫人からナチス・ドイツのヘルマン・ゲーリングによって買収されたが、1948年に美術史家のロドルフォ・シビエロによって回収された。

### フィラデルフィア美術館版
1917年までジョンソン・コレクションに所属し、現在はフィラデルフィア美術館に所蔵されている。制作者としてはしばしばフェルナンド・イェーネス・デ・ラ・アルメディナの名が挙げられる。オランダ的な風景はレオナルド・ダ・ヴィンチのオリジナルからの逸脱を示唆している。人物と風景をそれぞれ別の画家が担当して制作に取り組んだ可能性が指摘されている。

### ヘイスティング版
ヘイスティングズ侯爵のコレクションに所属していた作品。現在はロンドンのギブス・コレクションに所蔵されている。

### 腰巻のレダ
現在は所在不明の作品である。裏面に18世紀頃の「Leonardo dauincj」の銘記がある。2000年にチューリッヒで開かれた展覧会に出品された以外はほとんど何も知られていない。しかしレダと白鳥のポーズや卵と子供たちの配置などからレオナルド派のレダと白鳥から派生した作品であることは明白である。レダの腰の布は本作品が猥褻と考えられた後代の加筆と思われる。

### ルーヴル美術館の素描による模写
ルーヴル美術館所蔵の模写はレオナルド・ダ・ヴィンチの『レダと白鳥』に基づく素描による模写である。制作者の名前は伝わっていないが、おそらく16世紀頃のもとされている。一説によると作者は彫刻家バッチョ・バンディネッリで、1530年頃にバルジェロ美術館のブロンズ製の立像の『レダと白鳥』を制作している。ただし白鳥の位置やレダの顔と手の向きがこの素描とは左右逆である。

### ラファエロの模写
ロイヤル・コレクションとして、ウィンザー城の王立美術館に所蔵されている作品である。青年時代のラファエロがおそらくレオナルド・ダ・ヴィンチのオリジナルに基づいて制作した素描による模写である。こうした模写を行うことでラファエロがレオナルド・ダ・ヴィンチの芸術を吸収したことはよく知られており、ラファエロが本作品から影響を受けて『ガラテイアの勝利』といった作品を制作したことが指摘されている。

### ジャンピエトリーノ『ヴィーナスとキューピッド』
この作品はミラノのネンビリーニ・コレクションに所蔵されている。レオナルド・ダ・ヴィンチの弟子ジャンピエトリーノに帰属されている本作品は、ヴィーナスのポーズにレダとの明確な影響を見ることができる。ジャンピエトリーノの他の作品との関連などから1510年代半ばの作と推定している。

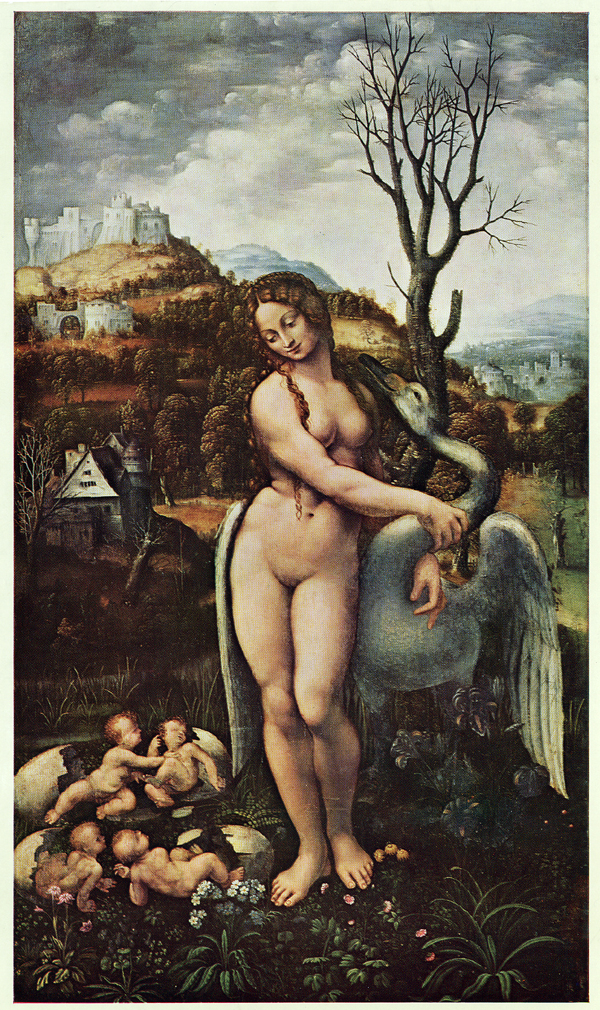
フィラデルフィア版
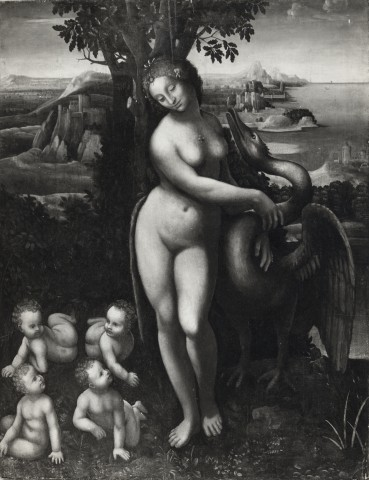
ヘイスティング版
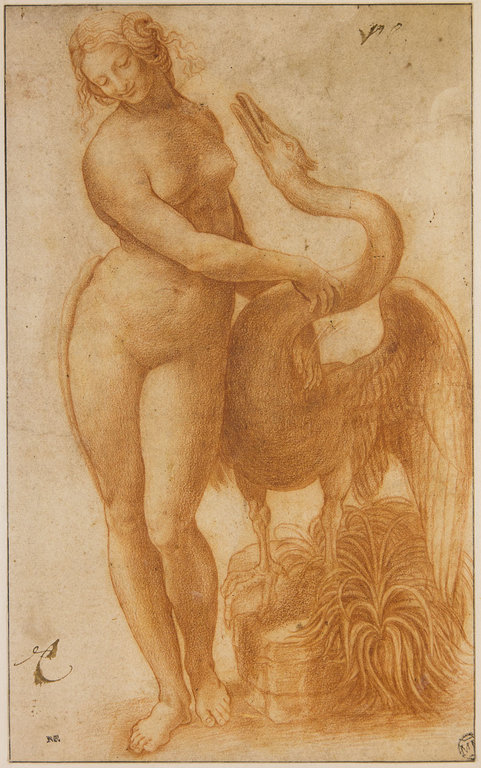
ルーヴル美術館所蔵の模写
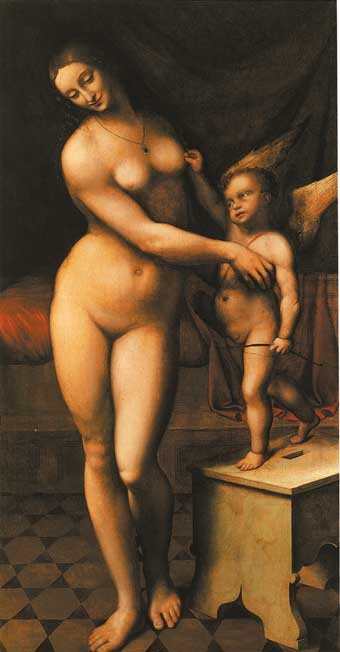
ジャンピエトリーノの『ヴィーナスとキューピッド』

## レダの頭部の習作

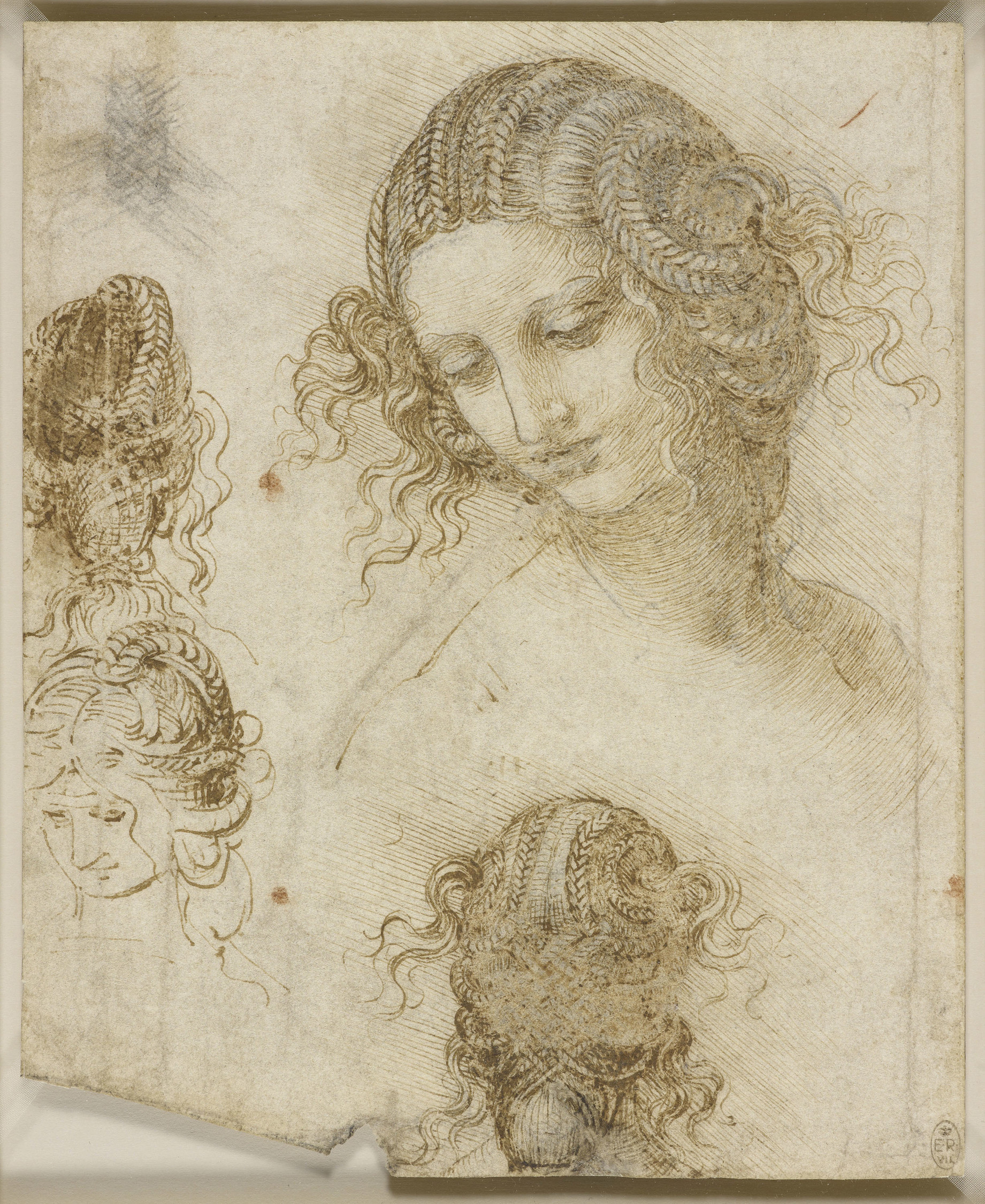
レダの頭部の習作（Inv no.12516）。

レオナルド・ダ・ヴィンチのレダの頭部の習作が何点か残されている。その多くはロイヤル・コレクションの一部としてウィンザー城の王立図書館に所蔵されている。

### ウィンザー城版:Inv no.12515
紙にペンとインクで描かれている。髪は顔の左側面に緩めの小環でコイル状に編まれている。髪に比べて顔の質が低く、レオナルド・ダ・ヴィンチは顔を空白のままにした可能性があり、後から弟子が描き込んだことが考えられる。左側に「questa sipo / levare eppo / re sanza gu/ asstarsi」とメモされている。

### ウィンザー城版:Inv no.12516
紙にペンとインク、黒チョークで描かれている。1枚の紙片にレダの頭部が4つの角度から素描されている。レオナルド・ダ・ヴィンチの関心を捉えていた者は女性の表情というよりは髪型の方にある。非常に緻密であるため、実物を見て描いたものでないとされている。

### ウィンザー城版:Inv no.12517
紙にペンとインク、黒チョークで描かれている。髪は顔の左側面に三つ編みでひだ状に配置されている。12515と同様、髪に比べて顔の質が低く、レオナルド・ダ・ヴィンチは顔を空白のまま残し、後から弟子が描き込んだことが考えられる。

### ウィンザー城版:Inv no.12518
紙にペンとインク、黒チョークで描かれている。髪は手の込んだ三つ編みでコイル状に固定されている。

### スフォルツェスコ城美術館版
スフォルツェスコ城美術館に所蔵されているもので、紙に赤チョークで描かれている。美術史家ジョヴァンニ・モレッリは1890年にソドマに帰属したが、アドルフォ・ヴェントゥーリは1921年にレオナルド・ダ・ヴィンチに帰属した。カルロ・ペドレッティやアレッサンドロ・ヴェッツォージはヴェントゥーリを支持したが、異論も多く、ピエトロ・マラーニ（Pietro Marani）やマリア・テレーザ・フィオリオ（Maria Teresa Fiorio）たちはレオナルド・ダ・ヴィンチからの模写と考えており、フィオリオはジャンピエトリーノの作ではないかとしている。

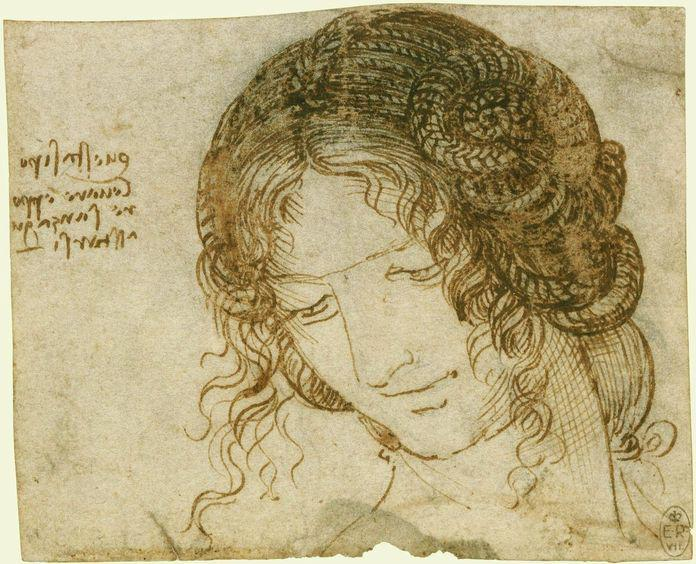
レダの頭部の習作（Inv no.12515） ウィンザー城所蔵
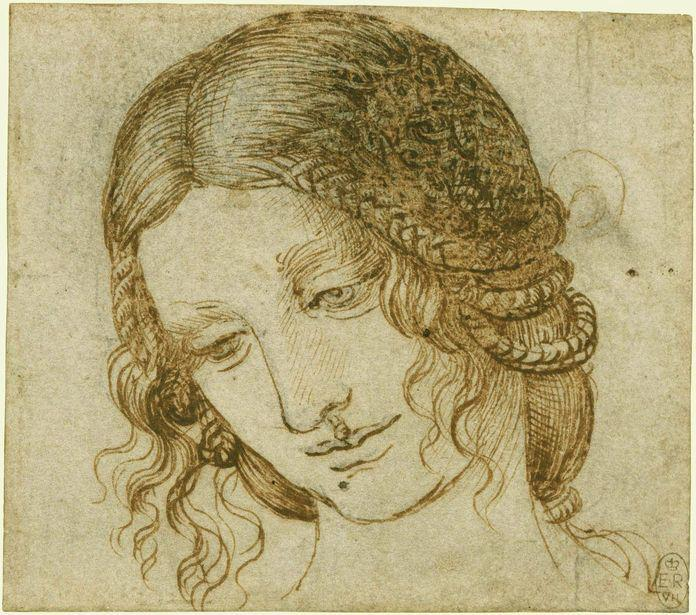
レダの頭部の習作（Inv no.12517） ウィンザー城所蔵
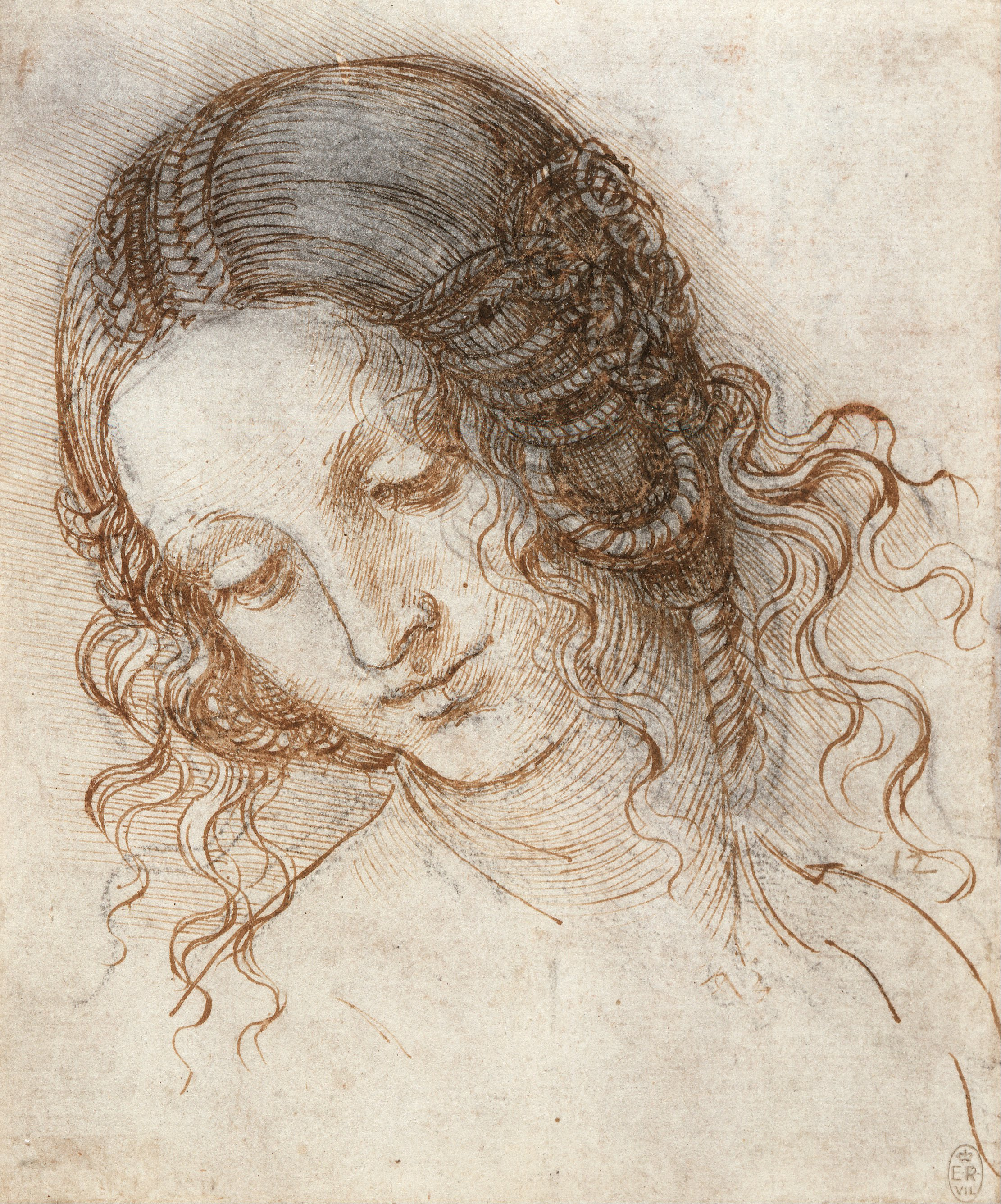
レダの頭部の習作（Inv no.12518） ウィンザー城所蔵
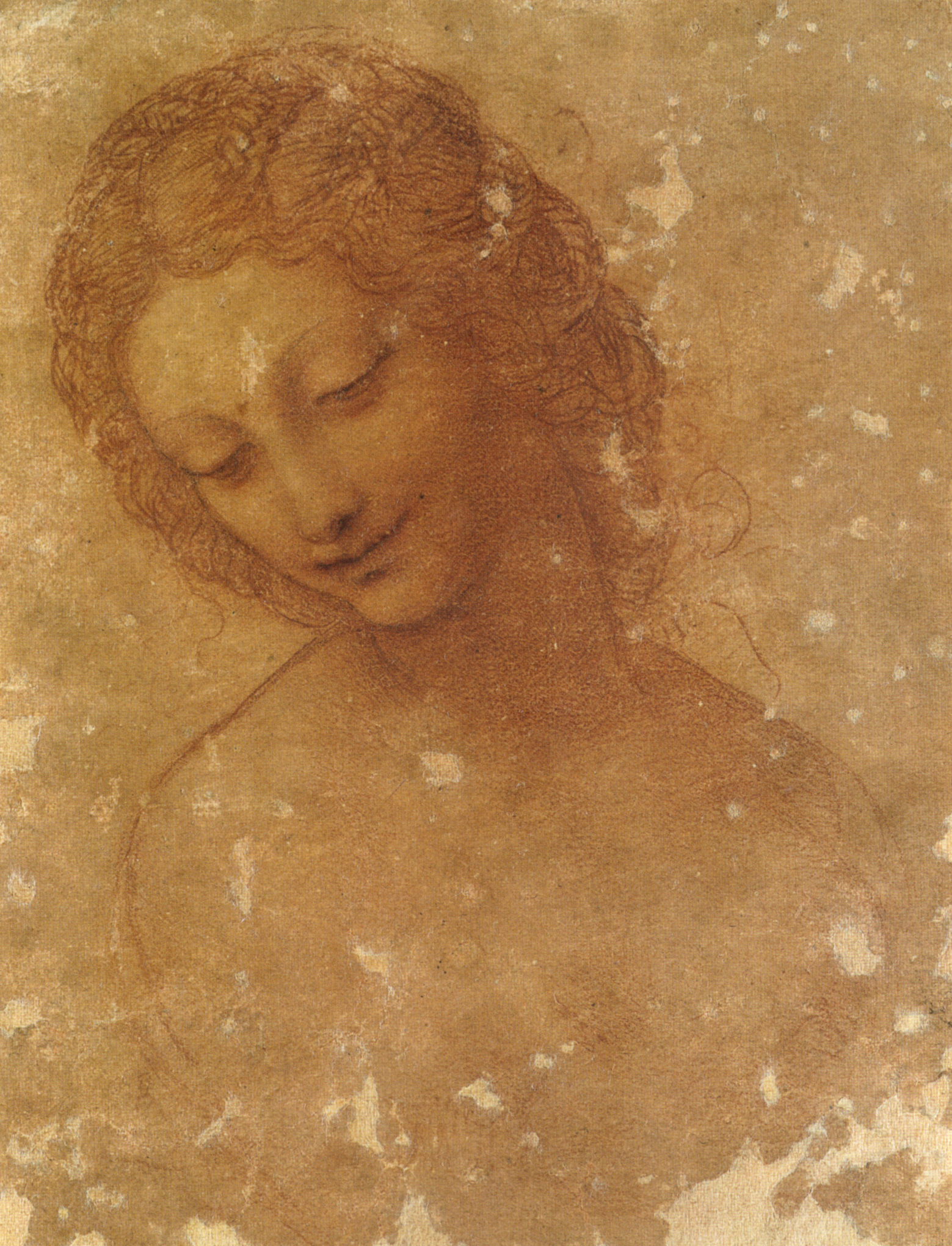
レダの頭部の習作 スフォルツェスコ城美術館所蔵

## 影響
レオナルド・ダ・ヴィンチの『レダと白鳥』は人気を博し、いくつかの翻案作品を生んだ。よく知られているのがヤコポ・ダ・ポントルモ、アンドレア・デル・サルト、バッキアッカであり、彼らはいずれも立像の『レダと白鳥』を制作している。しかしこれらの作品ではレオナルドの影響が明らかである半面、レオナルドのレダに特徴的なねじれたポーズはなく、顔と腕の向きも一致している。

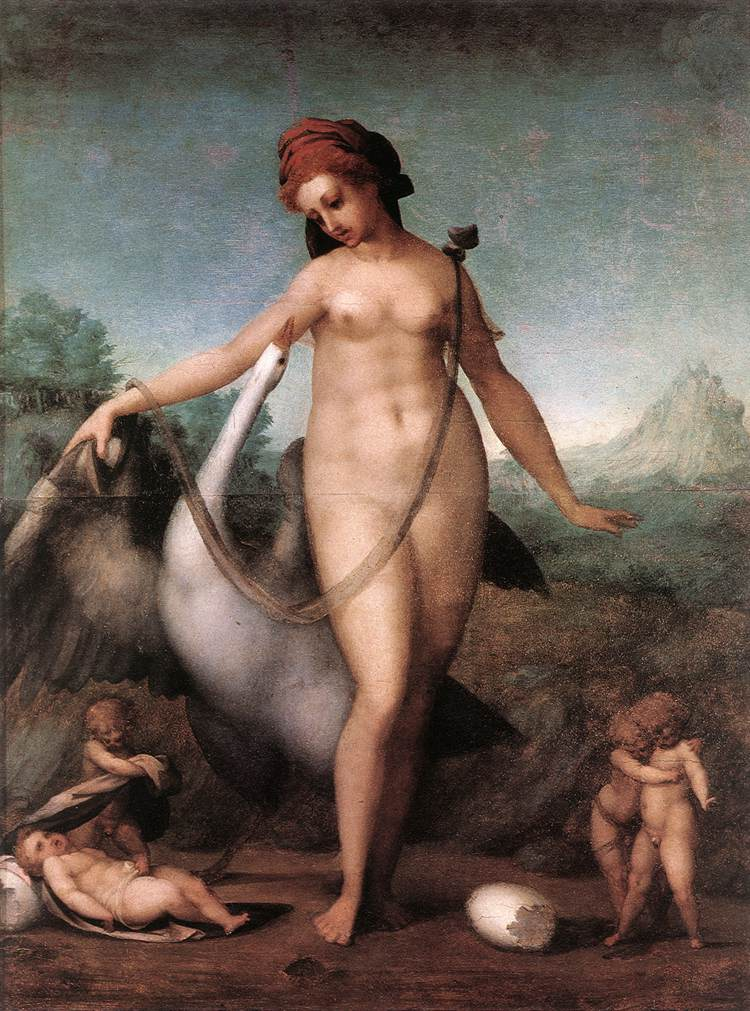
ヤコポ・ダ・ポントルモ『レダと白鳥』1512年-1515年頃 ウフィツィ美術館所蔵
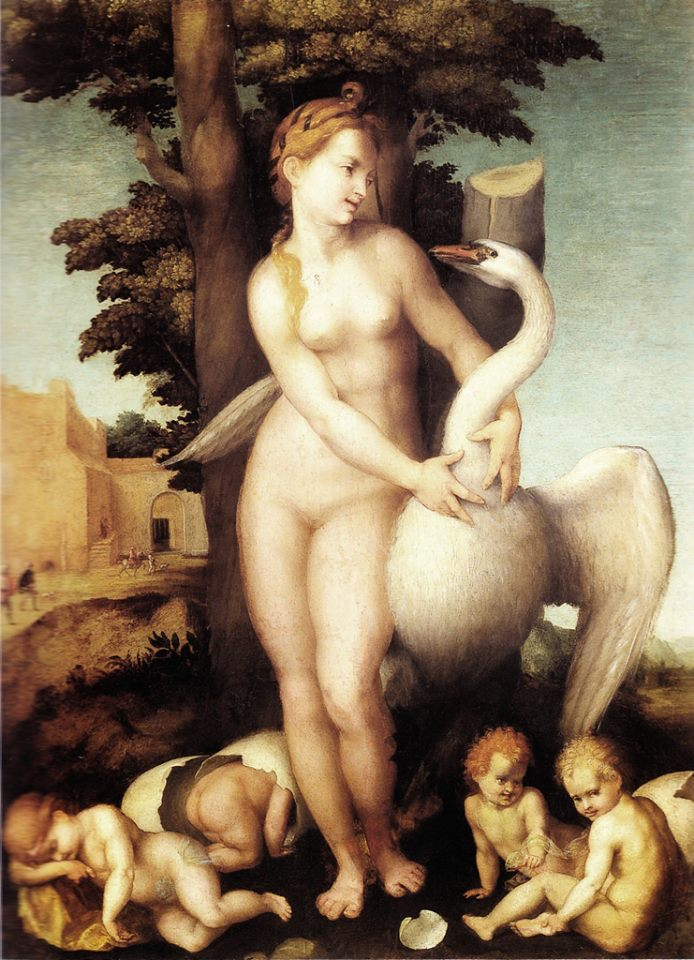
アンドレア・デル・サルト『レダと白鳥』1513年-1515年頃 ベルギー王立美術館所蔵
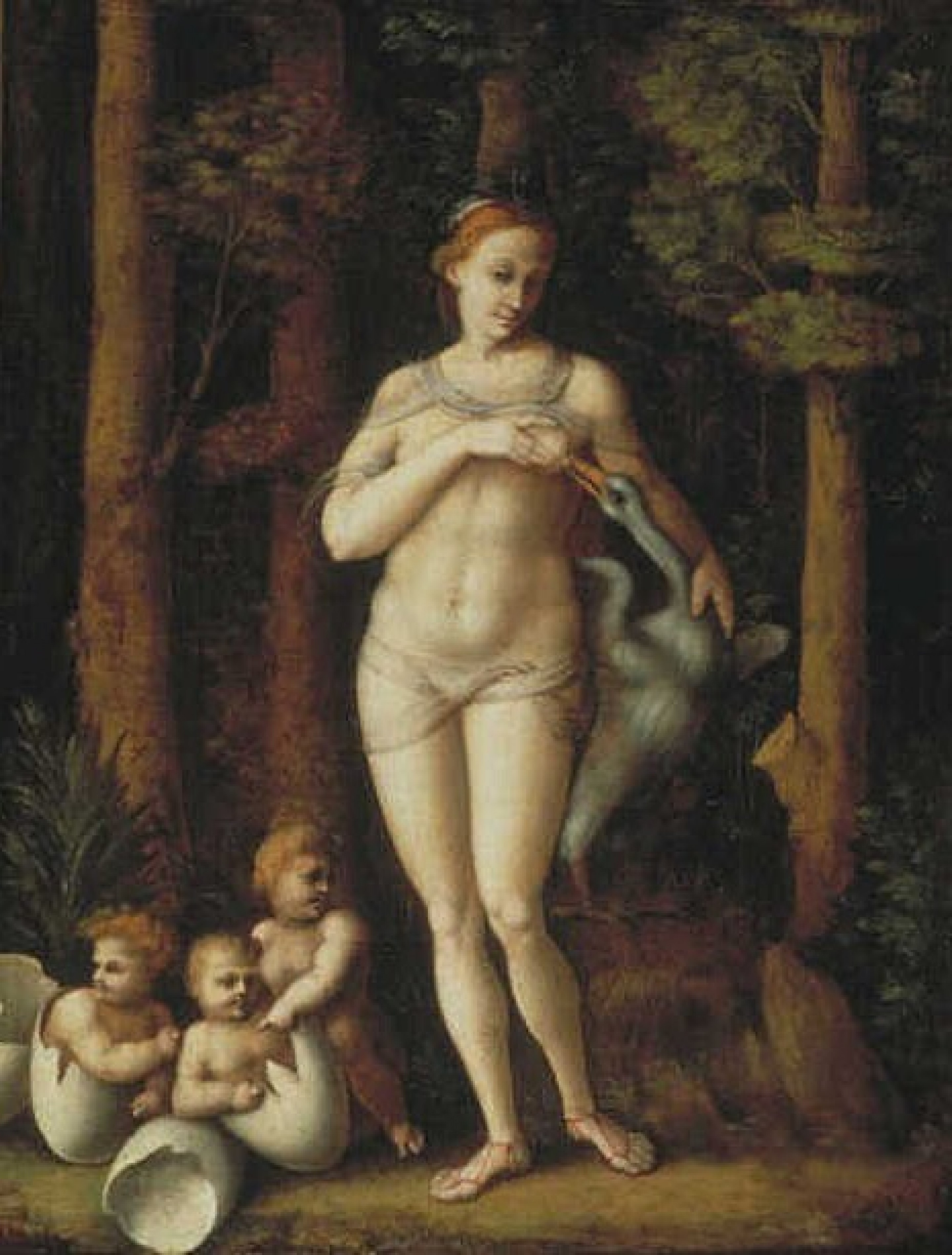
バッキアッカ『レダと白鳥』1518年-1520年頃 ボイマンス・ヴァン・ベーニンゲン美術館所蔵
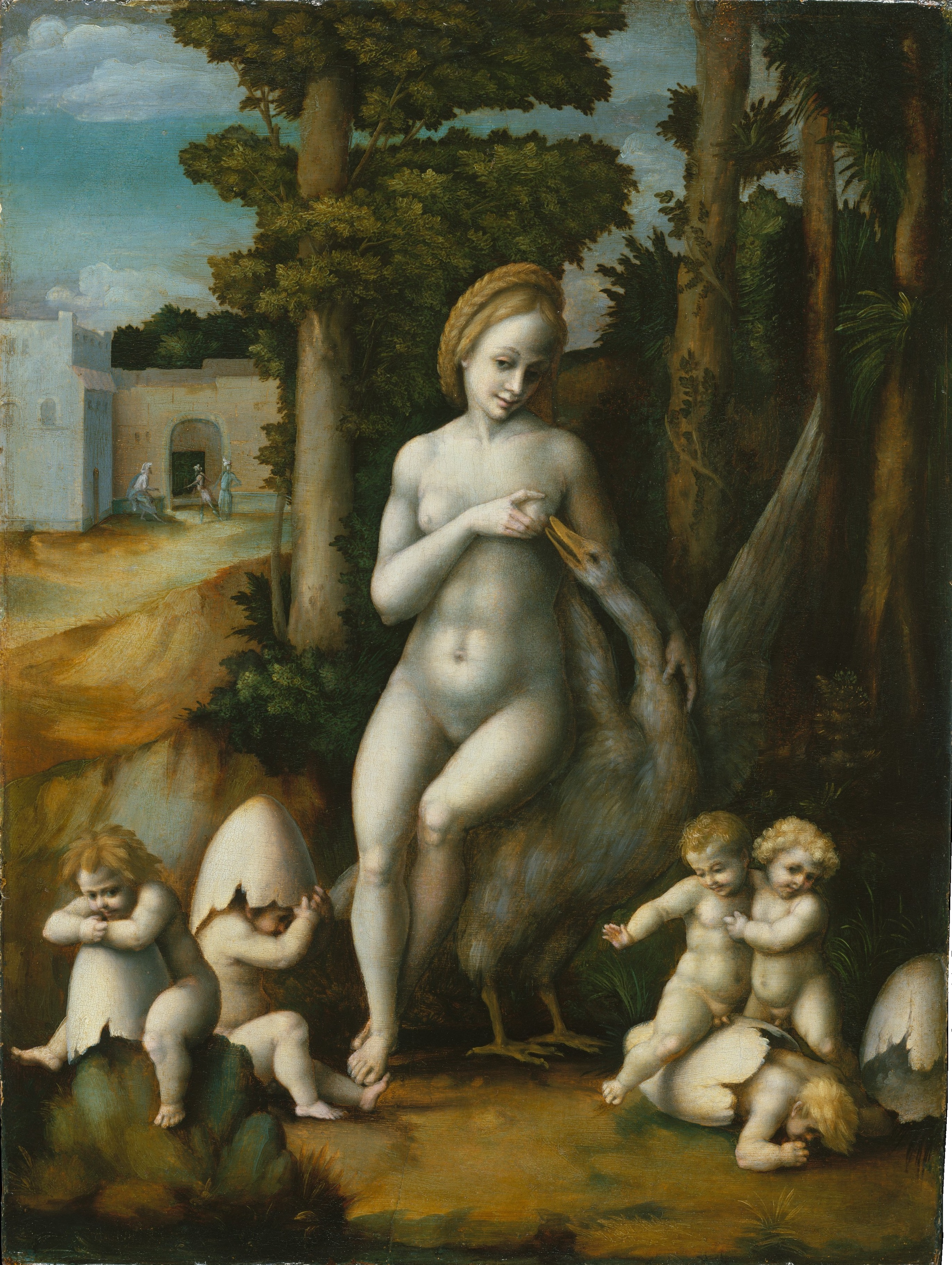
バッキアッカ『レダと白鳥』 メトロポリタン美術館所蔵